# Tisselskogs kyrka
Tisselskogs kyrka är en kyrkobyggnad som sedan 2022 tillhör Steneby församling i Karlstads stift. Kyrkan ligger i Bengtsfors kommun på krönet av en kulle omkring två kilometer norr om sjön Råvarpen som är en del av Dalslands kanal. 

## Kyrkplatsen
Omkring 500 meter söder om kyrkan ligger en före detta prästgård som är uppförd 1935. På kyrkogårdens södra del ligger ett bårhus från omkring år 1940 samt en ekonomibyggnad från 1995.

## Tidigare kyrkobyggnader
Nuvarande kyrkobyggnad antas vara den tredje i Tisselskog och är liksom sina föregångare byggd av trä. Första kyrkan uppfördes under medeltiden och låg enligt en muntlig tradition ungefär en kilometer söderut i förhållande till nuvarande kyrkplats. Nästa kyrkobyggnad uppfördes 1724-1727 på nuvarande kyrkplats. Av denna ingår kyrktornet och delar av västväggen i nuvarande kyrkobyggnad.

## Nuvarande kyrkobyggnad
Nuvarande träkyrka i enkel nygotik uppfördes 1877 efter ritningar av ingenjör Emil Olsson. Kyrkobyggnaden består av ett rektangulärt långhus med rak östvägg och ett kyrktorn i väster. Vid långhusets nordöstra sida finns en vidbyggd före detta sakristia. Huvudingången finns i väster och går genom vapenhuset i tornets bottenvåning. Kyrktornet och delar av långhusets västvägg är det enda som återstår av föregående träkyrka. Spår av denna syns i vapenhuset samt vid västra väggen inne i kyrkan. I vapenhusets tak finns brädor med målningar från gamla kyrkan. Ytterväggarna är fodrade med vitmålad locklistpanel. Fönsteröppningarna har spetsig form upptill, vilket även tornluckorna har. Långhuset har ett sadeltak som är valmat i öster. Yttertaken på långhus och tidigare sakristia är klädda med skiffer, medan tornet har en kopparklädd tornspira. Kyrkorummets väggar och brutna innertak har panelklädsel, som till viss del härrör från 1910-talet.

## Renoveringar
En renovering genomfördes åren 1915-1916 då väggar och tak kläddes med pärlspontpanel. Altararrangemanget förändrades genom att altarkorset ersattes med gamla kyrkans altaruppsats från 1725. Ett färgat korfönster sattes igen och den gamla medeltida dopfunten återinsattes.
Under 1960-talet och 1970-talet funderade man på att riva det då knappt hundra år gamla långhuset. Underhållet var kraftigt eftersatt och kyrkans värde var ifrågasatt på grund av ett oproportionerligt förhållande mellan långhuset och det låga kyrktornet. Istället för rivning genomfördes en omfattande restaurering 1977 efter ritningar av arkitekterna Uno Asplund och Janne Feldt i Karlstad. Långhusets proportioner förändrades genom att valma långhustaket åt öster. Omfattande förändringar genomfördes av kyrkorummets disposition. Kyrkorummet förkortades genom att en ny altarvägg byggdes, med grund nisch för altaret. Bakom altarväggen skapades en ny sakristia, medan den gamla sakristian i nordost omvandlades till personalutrymme. I samband därmed avskärmades även utrymmet under orgelläktaren, med vikbara gallerskärmar av trä. På kyrkorummets västra vägg och i vapenhuset avlägsnades träpanel vilket frilade timmerväggarna och deras väggmålningar.

## Exteriörbilder

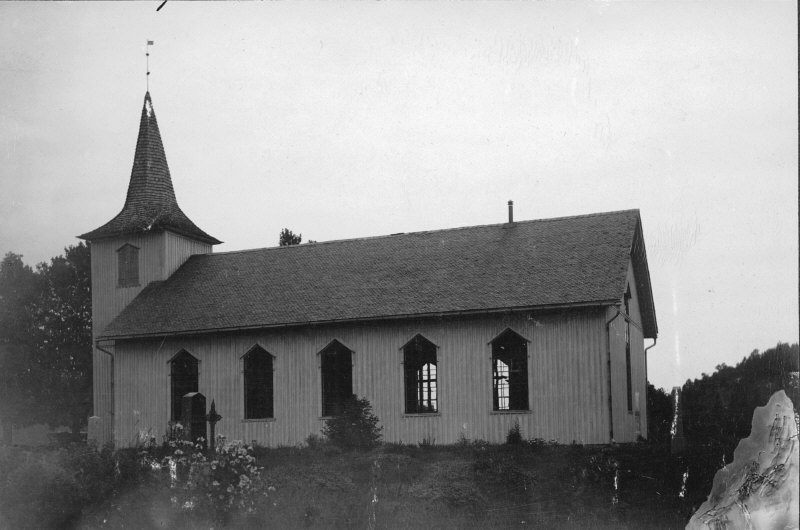
Kyrkan år 1909
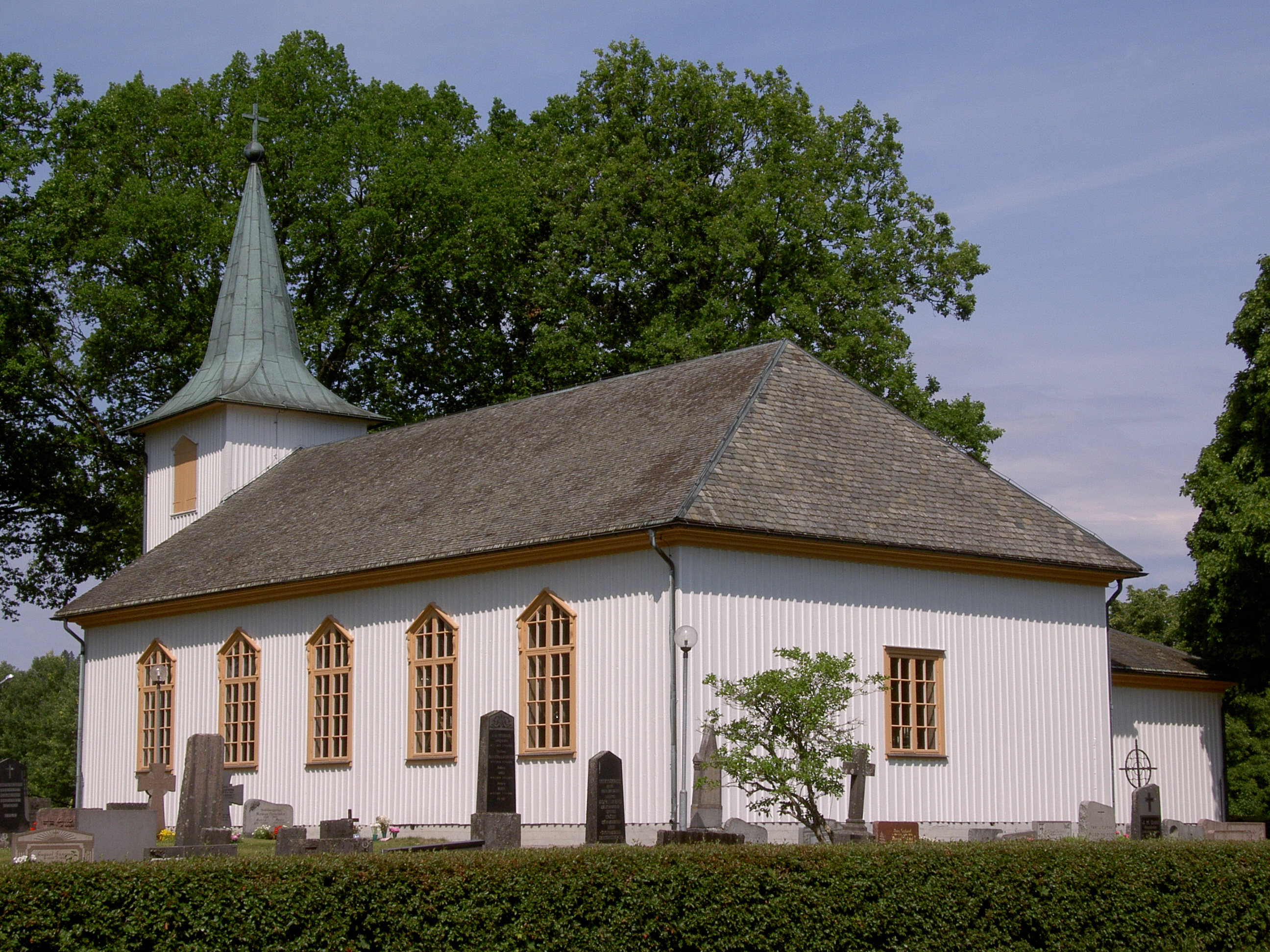
Kyrkan med valmat tak år 2009
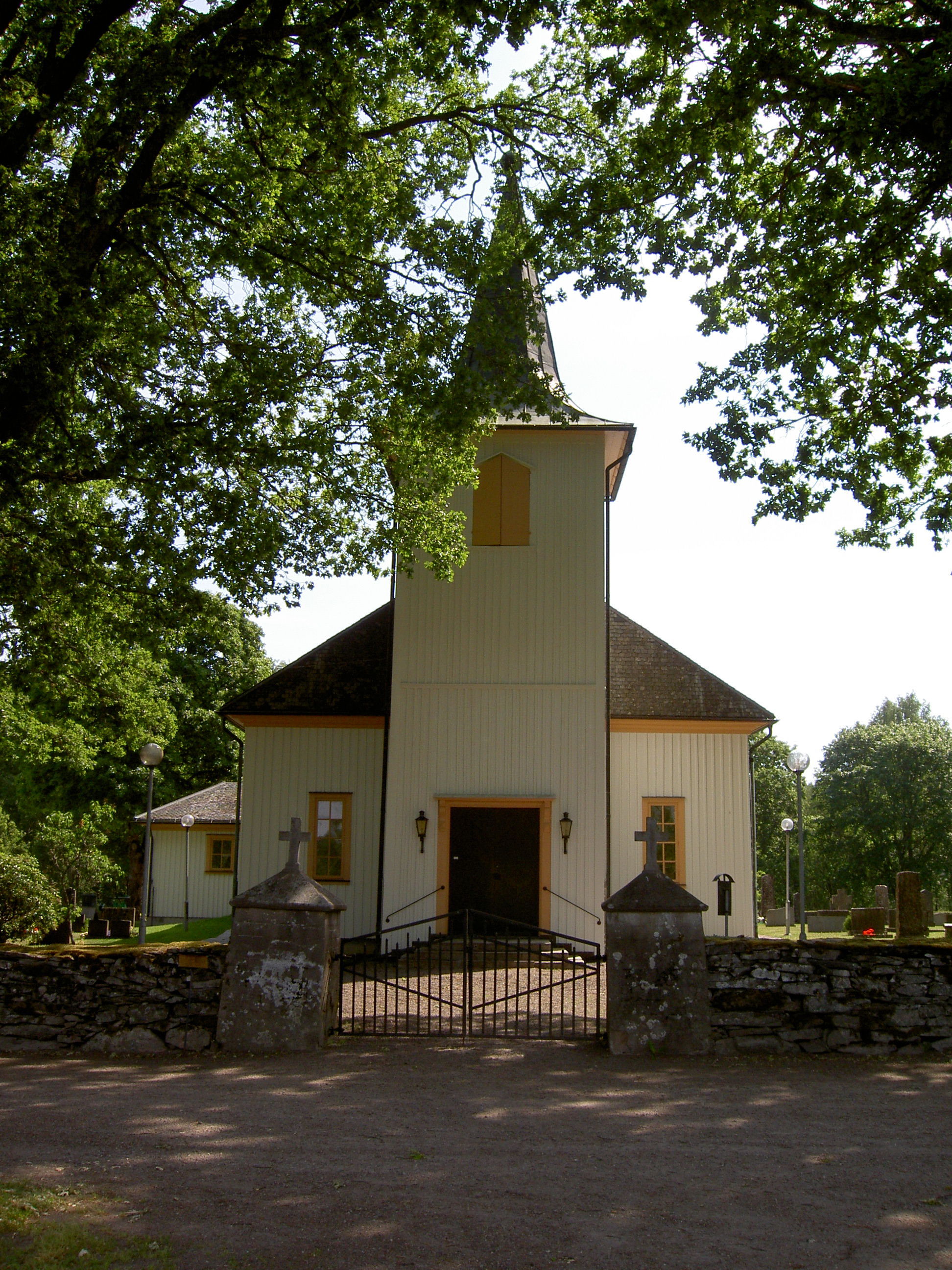
Kyrkan från väster

## Inventarier

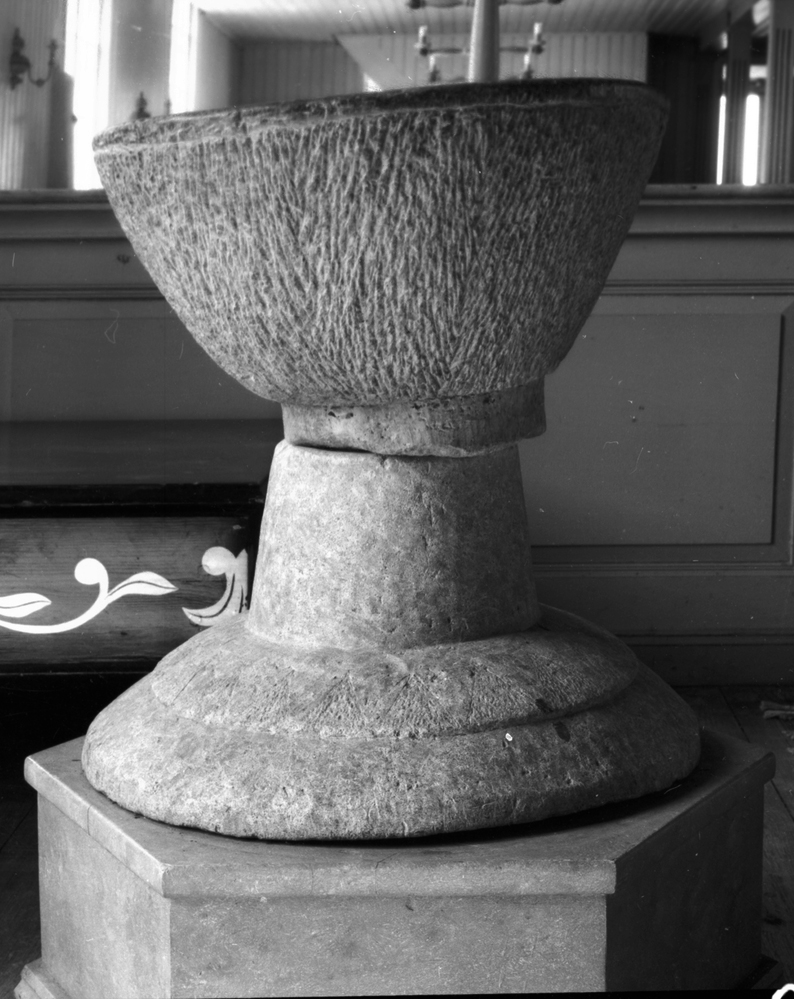
Dopfunten.

- Dopfunt av täljsten  från 1200-talet. Höjd 55 cm i två delar. Cuppan har råhuggen utsida med ett smalt slätt band. Foten har ett uppåt avsmalnande skaft. Fotplattan har en skrafferad krage med spetsfliksornament. Uttömningshål finns i funtens mitt. De två delarna passar inte helt ihop och fotens material är någhot ljusare än cuppans. Viss skada finns på cuppans skaft.[1] Funten står i koret södra del på ett dekormålat fundament av trä.
- Altaruppsatsen är utförd 1735 i barockstil av Lars Hasselbom i Lidköping och består av två målningar. Nedre tavlan föreställer nattvardens instiftan och den övre föreställer Kristi himmelsfärd. 1977 genomgick altaruppsatsen en renovering.
- Altaret är byggt av ljusgrönt laserade brädor och tillkom troligen 1977.
- Två nummertavlor är placerade på väggen vid var sin sida om altaret. De härstammar troligen från 1800-talet.
- Predikstolen är målad i blå och rosa kulörer och är möjligen samtida med nuvarande kyrka från 1877. Den sänktes och målades om 1977 samt kompletterades med en baldakin.

### Orgel
- Tidigare användes ett harmonium.
- 1948 byggde John Grönvall Orgelbyggeri, Lilla Edet en orgel med 9 stämmor.
- År 1978 ersattes läktarorgeln från 1948, med ett nytt mekaniskt instrument tillverkat av A. Magnusson Orgelbyggeri AB, Mölnlycke. Orgeln har tio stämmor fördelade på två manualer och pedal och är placerad på läktarens södra sida för att ge plats åt kören. [2] Den har ett tonomfång på 56/30.

| Huvudverk I   | Svällverk II      | Pedal            | Koppel |
| Rörflöjt 8´   | Gedackt 8'        | Subbas 16´       | I/P    |
| Principal 4´  | Rörflöjt 8'       | Gedacktpommer 4' | II/P   |
| Spetsflöjt 2' | Principal 2'      |                  | II/I   |
| Mixtur 3 chor | Nasat 1 1/3'      |                  |        |
|               | Crescendosvällare |                  |        |

## Interiörbilder

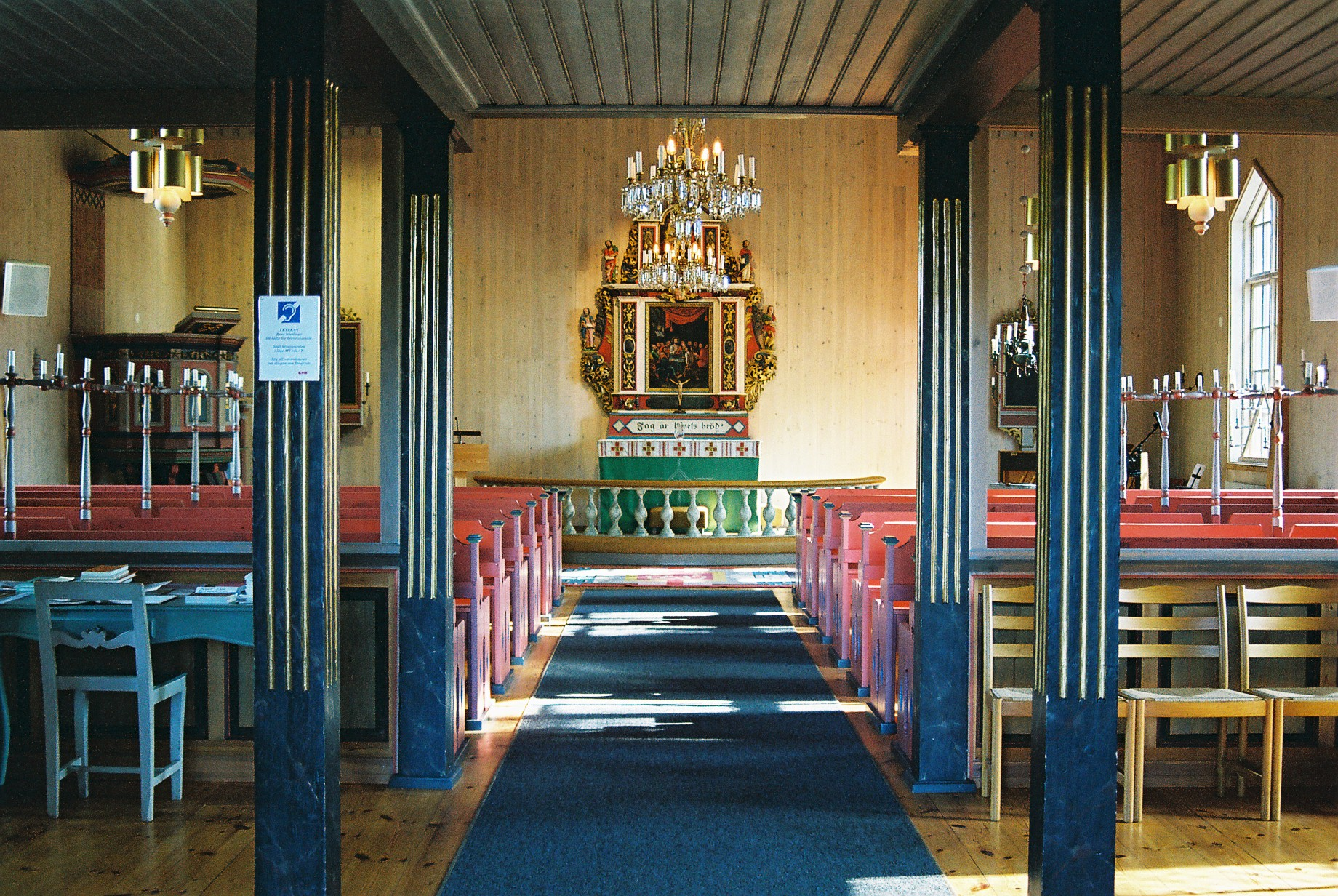
Kyrkorummet mot koret
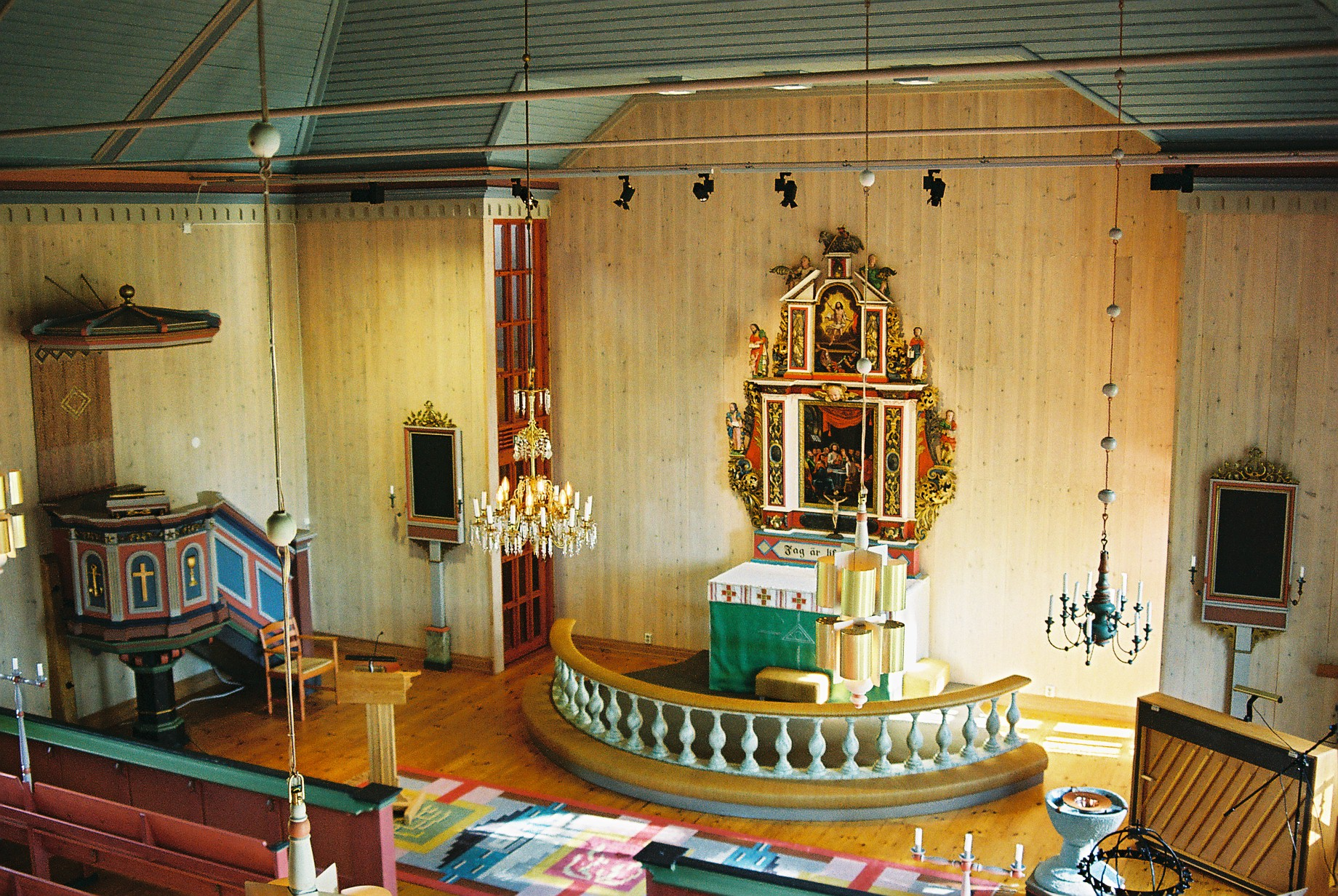
Kyrkorummet från läktaren
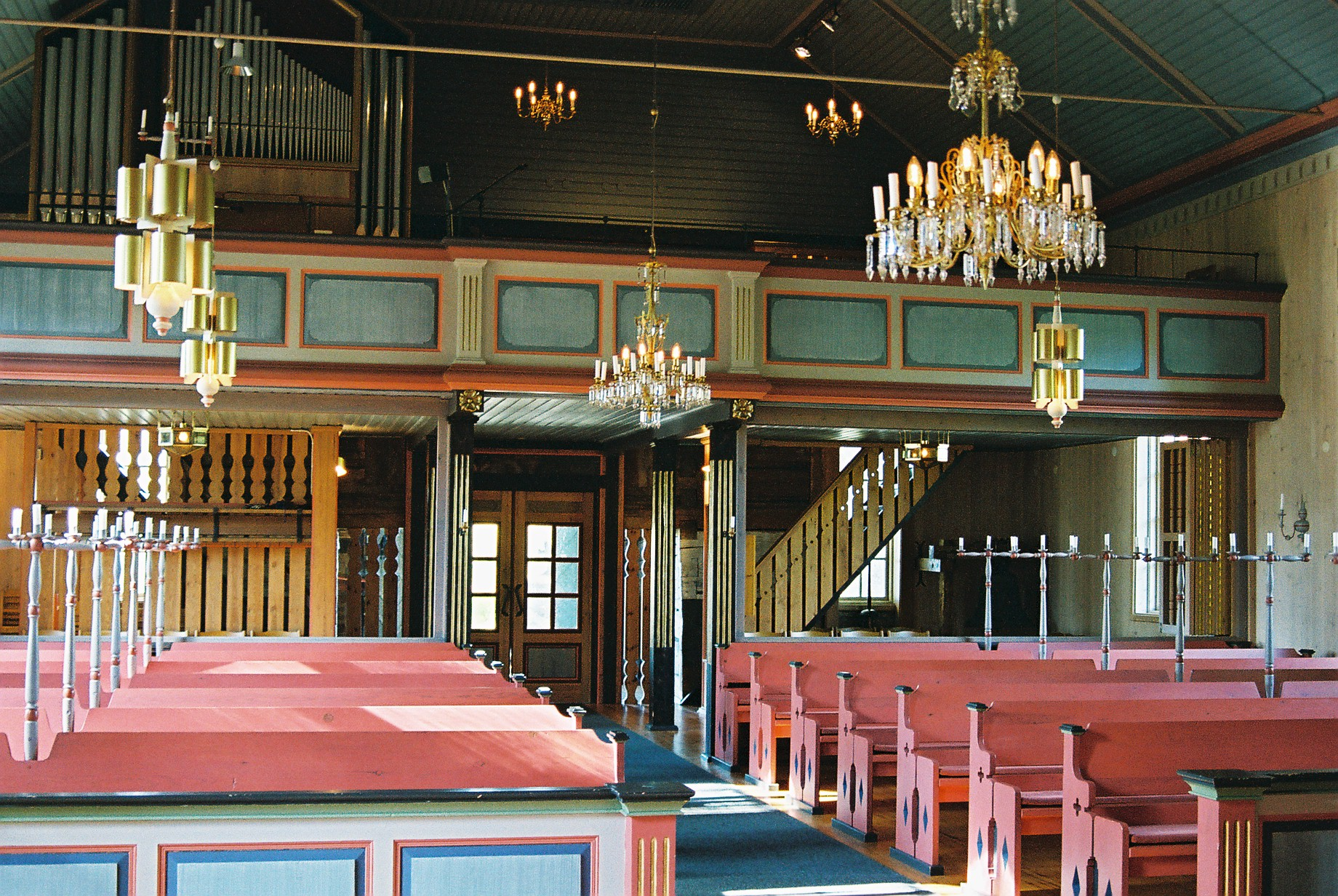
Kyrkorummet mot väster